# Asteroid tipa R
 Asteroid tipa R je vrsta precej redkih zmerno svetlih asteroidov iz notranjega dela asteroidnega pasu. Po obliki spektra so med asteroidi tipaV in tipa A. Spekter kaže ločene črte olivina in piroksena pri 1 in 2 μm. Možno je tudi, da vsebujejo plagioklaze. Pod 0,7 μm je spekter rdečkast.

V okviru projekta IRAS (prvi vesoljski observatorij) so razvrstili asteroide 4 Vesta, 148 Galija, 246 Asporina, 349 Dembowska, 571 Dulčineja in 937 Betgeja med asteroide tipa R. Ravrstitev asteroida Vesta v tip R je vprašljiva. Po Tholenovem razvrščanju je Vesta spadala v poseben tip V. Asteroida Dulčineja in Betgeja pa po novejših podatkih spadata med asteroide tipa S.
Primeri asteroidov tipa R :
- 4 Vesta
- 148 Galija